# Alberik I av Spoleto
Alberik I av Spoleto, död omkring 925 i Orte, var en lombardisk adelsman, hertig, krigsherre, och Roms konsul 915-924 eller 926.
Alberik nämnes första gången 889 i det historiska källorna, som vasall under hertig Guido III av Spoleto i slaget vid Trebbia år 889. Sedan stred Alberik mot denne i kung Berengar I:s tjänst, och 897 hade han förvärvat titeln markgreve. Sedan han låtiet mörda Guido IV av Spoleto blev han hertig av Spoleto.
Sin egentliga historiska betydelse vann han genom sitt giftermål med Marozia av Tusculum, dotter till Roms mäktigaste man, konsuln Theophylact, och dennes gemål, den beryktade Teodora. Alberik var 916 befälhavare för den förbundshär varmed påven Johannes X besegrade saracenerna i slaget vid Garigliano i juni 915. 
Troligen först därefter blev han konsul, och det berättas sedan att han som "patricius" (patricius Romanorum) skall ha styrt Rom despotiskt tills påven fördrev honom, varefter Alberik lär ha inkallat magyarerna till hämnd och efter deras avtåg blivit mördad (omkring 925). Med säkerhet vet man emellertid intet om Alberiks sista levnadsår och död.
Med Marozia fick han en son, Alberik II av Spoleto.